# Strzelec 22 Siedlce
El Strzelec 22 Siedlce fue un equipo de Fútbol de Polonia que jugó en la Ekstraklasa, la primera división nacional.

## Historia
Fue fundado en el año 1922 en la ciudad de Siedlce como el equipo representante del 22.º Regimiento de Infantería de la región de Vilnius por idea del Mayor Feliks Jaworski. El primer partido de fútbol registrado que jugó el militar fue contra KS Siedlce y perdió por 2:5. El capitán del equipo era Henryk Picheta.
En la temporada de 1927 el equipo ganó la temporada de Clase A en el Distrito de Varsovia, luego de lo cual derrotó a Lipiny Śląskie Naprzód dos veces (fuera de casa por 2:4 y 3:1), ascendiendo a la Liga del Distrito de Lublin en la edición de 1928. 
En noviembre de 1931 el equipo de Siedlce, ante la sorpresa de los observadores del fútbol, son ascendidos a la Ekstraklasa. Después de eliminar a equipos como Rewera Stanisławów (1:2, 6:1), WKS Równe (7:2, 8:0), WKS 82 pp Brest (4:1, 2:1) y Naprzodu Lipiny (4:3, 2:1). Los futbolistas de Siedlce estaban entre los 12 mejores equipos de fútbol de Polonia. El principal iniciador y arquitecto de estos éxitos fue el entonces comandante del 22.º Regimiento, el coronel Kazimierz Hozer (Uhlan de antes de la guerra, presidente del club, activista social y amante del fútbol). Los novicios de Siedlce en la temporada de 1932 terminaron en 9.º lugar (22 partidos, 19 puntos, 7 victorias, 5 empates, 10 derrotas, goles 36-47).
Después de la trágica muerte del Col. Kazimierz Hozer se produjeron una serie de cambios de personal que tuvieron un impacto negativo en el equipo (la teniente coronel Marian Prosołowicz se convirtió en comandante del regimiento). En 1933 el WKS 22. se fusionó con el Strzelec Siedlce y el club tomó el nombre de KS 22 Strzelec Siedlce. Después de un comienzo de temporada más flojo (3 puntos en 10 partidos) en la segunda vuelta, lo hizo bien en la lucha por el descenso y finalmente consiguió el 8.º puesto (20 partidos, 14 puntos, 6 victorias, 2 empates, 12 derrotas, 33 goles -49).
Al club le iba muy mal en la liga y en la temporada de 1934 ocupó el puesto 12 (último) (22 partidos, 3 puntos, 1 victoria, 1 empate, 20 derrotas, goles 15-73); la PZPN verificó 2 partidos como walkover y recibió 2 puntos. El equipo fue retirado de los primeros juegos de campeonato de liga; los partidos restantes se perdieron. Los soldados de Siedlce fueron relegados de la 1.ª liga a la clase A.
El club de fútbol se disolvió definitivamente en 1937. En 1939, el equipo reactivado de Strzelec Siedlce se incorporó a los juegos como el equipo sucesor.

## Palmarés
- Klase A Varsovia: 1

1927